# Akademičeskij
Il quartiere Akademičeskij (in russo Академический район?) è un quartiere di Mosca sito nel Distretto Sud-occidentale.
Il territorio dell'attuale quartiere ha ospitato in diverse epoche quattro tenute di cui una, la Čerëmuški-Znamenskoe, s'è in parte conservata fino ad oggi. Sul sito dell'ex fabbrica di mattoni Čerëmuški ora si trova il Museo degli Eroi dell'Unione Sovietica e della Russia.